# El Seminario, Veracruz
El Seminario är en ort i Mexiko.   Den ligger i kommunen Tuxpan och delstaten Veracruz, i den sydöstra delen av landet, 250 km nordost om huvudstaden Mexico City. El Seminario ligger 8 meter över havet och antalet invånare är 115.
Terrängen runt El Seminario är platt. Runt El Seminario är det ganska tätbefolkat, med 160 invånare per kvadratkilometer. Närmaste större samhälle är Tuxpan de Rodríguez Cano, 2,3 km sydost om El Seminario. Trakten runt El Seminario består till största delen av jordbruksmark.